# MapaMap
MapaMap – nazwa polskiego oprogramowania do nawigacji GPS przeznaczonego dla urządzeń PDA pracujących pod kontrolą systemu operacyjnego Windows Mobile oraz do urządzeń PND (Portable Navigation Device) zaopatrzonych w system operacyjny Windows CE oraz dla urządzeń opartych na systemie Android.
Dane kartograficzne wykorzystywane w systemie nawigacyjnym MapaMapa dla terytorium Polski pochodzą z zasobu mapowego Emapa S.A., natomiast mapy Europy dostarczane są przez holenderską firmę TomTom.